# Malajsijská fotbalová reprezentace
Malajsijská fotbalová reprezentace reprezentuje Malajsii na mezinárodních fotbalových akcích, jako je mistrovství světa nebo Mistrovství Asie ve fotbale.

## Mistrovství světa
| Rok    | Účast                                           | Soupisky |
| ------ | ----------------------------------------------- | -------- |
| 1958   | Bez účasti                                      |          |
| 1962   | Bez účasti                                      |          |
| 1966   | Bez účasti                                      |          |
| 1970   | Bez účasti                                      |          |
| 1974   | Nepostoupili z kvalifikace                      |          |
| 1978   | Nepostoupili z kvalifikace                      |          |
| 1982   | Nepostoupili z kvalifikace                      |          |
| 1986   | Nepostoupili z kvalifikace                      |          |
| 1990   | Nepostoupili z kvalifikace                      |          |
| 1994   | Nepostoupili z kvalifikace                      |          |
| 1998   | Nepostoupili z kvalifikace                      |          |
| 2002   | Nepostoupili z kvalifikace                      |          |
| 2006   | Nepostoupili z kvalifikace                      |          |
| 2010   | Nepostoupili z kvalifikace                      |          |
| 2014   | Nepostoupili z kvalifikace                      |          |
| 2018   | Nepostoupili z kvalifikace                      |          |
| 2022   | Nepostoupili z kvalifikace                      |          |
| Celkem | Účast – 0× Zlato – 0×, Stříbro – 0×, Bronz – 0× |          |

## Mistrovství Asie ve fotbale
| Rok    | Účast                                           |
| ------ | ----------------------------------------------- |
| 1964   | Nepostoupili z kvalifikace                      |
| 1968   | Nepostoupili z kvalifikace                      |
| 1972   | Nepostoupili z kvalifikace                      |
| 1976   | 5. místo                                        |
| 1980   | 6. místo                                        |
| 1984   | Nepostoupili z kvalifikace                      |
| 1988   | Nepostoupili z kvalifikace                      |
| 1992   | Nepostoupili z kvalifikace                      |
| 1996   | Nepostoupili z kvalifikace                      |
| 2000   | Nepostoupili z kvalifikace                      |
| 2004   | Nepostoupili z kvalifikace                      |
| , 2007 | 16. místo                                       |
| 2011   | Nepostoupili z kvalifikace                      |
| 2015   | Nepostoupili z kvalifikace                      |
| 2019   | Nepostoupili z kvalifikace                      |
| 2023   | 21. místo                                       |
| 2027   |                                                 |
| Celkem | Účast – 4× Zlato – 0×, Stříbro – 0×, Bronz – 0× |